# デビルサマナー 葛葉ライドウ 対 超力兵団
『デビルサマナー 葛葉ライドウ 対 超力兵団』（デビルサマナー くずのはライドウ たい ちょうりきへいだん）は、日本のゲーム会社であるアトラス開発のPlayStation 2用ゲームソフト。「デビルサマナーシリーズ」の第3作目として、2006年3月2日に発売されたのち、続編となるゲーム作品やメディアミックスも行われた（続編『対 アバドン王』 - 小説 - 漫画 - ドラマCD）。
本記事では、2025年のリマスター版『RAIDOU Remastered: 超力兵団奇譚』についても取り扱う。

## 概要
本作品の開発元であるアトラスが手掛ける「女神転生シリーズ」の派生「デビルサマナーシリーズ」の第3作目。また、本作品を中心とした作品群を指して、「ライドウシリーズ」とも称される。2005年9月、「東京ゲームショウ 2005」（千葉県 / 幕張メッセ）のアトラスブースに出展されたのち、翌2006年3月の発売日には、原案・キャラクターデザインの金子一馬、ディレクターの山井一千両名によるトークショーも実施された（詳細は「#開発」を参照）。
物語上の舞台は、大正時代の日本における帝都・東京であり、時代設定も架空の大正20年である。これは、2006年の発売当時、「女神転生シリーズ」全体を通した既存作品が、1990年代以降の日本としていたことから、同シリーズの中でも異色の作品となった。
物語は、人里知れぬ「葛葉の里」に育つ主人公が、「封魔管」に封印した悪魔を仲魔として使役する悪魔召喚師「14代目 葛葉ライドウ」を襲名することに始まる。超国家機関・ヤタガラスより、怪事件の頻発する帝都の守護を拝命されることで、探偵社で見習い修行をする書生の仮面を被りながら難事件に挑んでいく。物語展開上、人智を超えた悪魔との接点や軍事勢力への介入を余儀なくされることから、オーバーテクノロジーの登場も散見される。なお、「女神転生シリーズ」の派生「ペルソナシリーズ」には、学生生活を通じたゲーム要素が見受けられる一方、本作品では、主人公が書生という設定に留まる。
ゲームシステムの基本は、既存の「女神転生シリーズ」を踏襲しながらも、戦闘システムはプレスターンバトル制ではなく、シリーズ初となる3Dアクションによるリアルタイムバトルで、斬撃・銃撃を使い分けながら敵の弱点を狙っていく。前述の仲魔も1体を戦闘に参加させることができ、この仲魔の動きは、AIで作戦コマンドに則った動作となる。また、仲魔の使役は、戦闘以外にもフィールド上の探索や人物への介入にも要する場面があり、仲魔の属性に準じた「特殊能力」も鍵となる。
2025年6月19日、HDリマスター版として、『RAIDOU Remastered: 超力兵団奇譚』が発売された。

## あらすじ
大正20年。和の文化に刺激的な洋の文化が流入し急速に発展していた時代、「悪魔」と呼ばれる異形の者たちが帝都を脅かしつつあった。
悪魔召喚師・十四代目「葛葉ライドウ」を襲名した主人公は帝都守護の任を請け負い、表向きは探偵見習いの書生として暮らしつつ、裏の顔はデビルサマナーとして悪魔の関わる怪事件を解決していく。
ある日、帝都で探偵社を営む鳴海とその部下であるライドウのもとに、一件の依頼が舞い込む。依頼主の少女、大道寺伽耶は二人に「私を殺して下さい」と告げる。そしてその真意を聞けぬまま、伽耶は鳴海とライドウの眼前で赤いマントの憲兵によって連れ去られてしまう。伽耶の行方を追う中で大道寺家に伝わる奇怪な伝承や、事件の背後に潜む怪しげな影の存在が浮上していき、やがては国家をも揺るがす大事件へと繋がっていくことになる。

## 登場キャラクター
2006年発売のPS2版はボイス非対応。以下、声優の表記は2025年発売のリマスター版のキャスト。なお、主要キャラクターの配役は2009年に発売されたドラマCD『デビルサマナー 葛葉ライドウ 対 隻眼化神』に準じたものとなっている。

### メインキャラクター
主人公
声 - 杉田智和
本作品の主人公。10代後半。悪魔を使役しながら悪魔の討伐を行う悪魔召喚師の候補生。
退魔の一族の里「葛葉の里」で生まれ育ち、里の「修験場」にて、里長から課される試練に挑み、十四代目「葛葉ライドウ」を襲名する。帝都近郊の「名もなき神社」にて、葛葉一族も配下となる悪魔召喚師を統べる機関「ヤタガラス」の使者より帝都の守護を命じられると、表向きは「探偵見習いの書生」として「鳴海探偵社」に住み込む。

ゴウト / 業斗 童子（ごうと どうじ）
声 - 中田譲治
主人公の従者。「葛葉の里」里長からお目付け役として任じられた黒猫。

鳴海（なるみ）
声 - 子安武人
帝都の矢来区筑土町（現：新宿区神楽坂）に所在する「鳴海探偵社」の所長。32歳。
オカルト事件を多く取り扱い、悪魔召喚師を統べる機関「ヤタガラス」とも通じていることから、主人公がデビルサマナーであることも承知している。
明るく飄々とした性格で、普段はなるべく楽に生きることをよしとしているため、しばしばライドウ一人に仕事を押し付けたり、報酬額で依頼を選り好みしたりとチャランポランな振る舞いを見せる。しかしその一方で困った人間は見過ごせず、また私利私欲で弱者を貶めるような輩には徹底的に立ち向かう熱い心の持ち主でもある。
過去の経歴には謎があり、軍部や政府筋にコネを持っている。
海外版ではフルネームは「鳴海昌平」と紹介されているが、オリジナル版およびメディアミックス作品では一貫して「鳴海」表記であり下の名前には一切触れられていない。
朝倉 タヱ（あさくら タヱ）
声 - 森永理科
新聞記者として「帝都新報」に勤める女性。22歳。
大正の世において、女性であることで差別されるのを嫌う勝気な性格で、女性の地位向上を目指している。
尊敬する平塚雷鳥にあやかって「葵鳥（きちょう）」という筆名を用いている（性別判断がつきにくい名前の方が取材に有利だという側面もある）。
自らの足で現場を取材し、それで記事を作成する現代的な方法を編み出したやり手だが、思い込みが激しく不注意が多いため、周囲は親しみを込めて「タヱちゃん」と呼んでいる。新聞記者を務める一方、民俗学のノンフィクション作家を目指している。
都市における怪奇現象と民俗学的な関わりを追求しており、その調査の過程で鳴海探偵社に出入りするようになった。
大道寺 伽耶（だいどうじ かや）
声 - 鬼頭明里
古くから続く名家で、帝都でも有数の資産家である大道寺家の一人娘。15歳。
「桜爛女学院」に通っており、えんじ色のセーラー服を着ている。物静かで穏やかな性格であるため、使用人や学友たちからも慕われている。
実は大道寺家の血筋には今回の事件の引き金となる重大な秘密が隠されており、彼女が誘拐される原因にもなっている。

### サブキャラクター
ヤタガラスの使者
声 - 大原さやか
志乃田の「名も無き神社」に現れる覆面の女性。
天津神の系譜に連なり日本という国家を霊的に守護する組織「ヤタガラス」のエージェントとして、帝都の守護を葛葉一族のライドウに依頼する。またライドウの活動をサポートし、異界開きの儀式や空間転移など、尋常ならざる能力を持っている。
ライドウとは帝都郊外の名もなき神社で連絡を取り合う。なお、レベルアップに伴い変化するライドウの称号はこの人のネーミングセンスらしい。
Dr.ヴィクトル
声 - 銀河万丈
生命創造に執念を燃やす天才科学者。「業魔殿」の主で悪魔合体や治療を行ってくれる。
各国を放浪した後、日本にたどり着いた。100歳を超えているという噂もある。
佐竹 健三（さたけ けんぞう）
声 - 諏訪部順一
関東羽黒組の若頭。43歳。
背中に大黒天の刺青を彫っている。弱きを助け強きをくじく、いい意味での任侠人で、配下や街の人々からの人望は篤い。千寿区深川とそこの遊郭を縄張りとして統括し、銭湯・大國湯を愛用している。
大道寺 清（だいどうじ きよし）
声 - 竹内良太
大道寺家の当主・猛の弟、伽耶の叔父。42歳。
病に倒れた猛に代わり大道寺家を支えようとしているが、力不足なのは否めない。
深川に紡績工場を持っていたが経営が破綻してしまい、金策に苦労している。工場の部下たちや周囲への心配りには優れた気性の優しい人物。
ラスプーチン
声 - 武内駿輔
1916年に暗殺されたとされるロシアの怪僧で、本作においては死を偽装して生き延びていた。
「魔トリョーシカ（マトリョーシカ）」というロシアの民芸品を模した封魔具から悪魔を召喚するダークサマナーでもある。自己の欲望に忠実で、金のためならどんな依頼でも引き受ける。現在はある雇い主の意向により、超力兵団計画をサポートすべく、日本の帝都に潜伏中である。
宗像（むなかた）
声 - 小山力也
日本帝国陸軍少将。46歳。
超力兵団計画の発案者で、「超力戦艦」「超力戦車」「超力光線」といった超兵器の開発を提案し、それらを以って欧米列強の脅威に対抗すべきだとしていた。議会や軍部首脳からは非現実的と却下されたものの、何らかの魔的な力と手を結び、計画を現実化すべく暗躍していた。

### その他
定吉（さだきち）
声 - 木村良平
陸軍内に潜入していた海軍所属の密偵。31歳。
宗像主導で秘密裏に進められている計画に疑念を抱き、陸軍から脱走する。
九十九博士（つくもはかせ）
声 - 立木文彦
万能科学研究所で研究活動を行う自称科学者。50代後半。
竜宮の女将
声 - 伊藤静
銀座町の料亭・竜宮の女将。29歳。
飯田伝八（いいだ でんぱち）
声 - 高橋伸也
銀座町の料亭・竜宮の車夫。シズの兄。32歳。
金王屋主人
声 - 佐藤正治
筑土町にある古物商・金王屋を営む。63歳。
探偵社の鳴海とも旧知であり、本作品の物語においてある依頼を持ち込む。
新世界主人
声 - てらそままさき
銀座町のバー・ミルクホール新世界を営む。59歳。
葛葉 雷堂（くずのは らいどう）
声 - 杉田智和
主人公と似通った風貌で十四代目「葛葉雷堂」を名乗る青年。

## 開発
2003年発売の『真・女神転生III-NOCTURNE』でコアメンバーであった山井一千は、同作のクリエイティブディレクターであった金子一馬とデビルサマナーを題材とした新作を考えていた。また、コラボレーションなどで接点のあった他社のオフィスを出入りする中で、社内にその会社を代表するキャラクターの販促物などが飾られており、山井たちも自社にこのようなキャラクターがいたらよいと考えていた。
それと前後して、金子から山井に架空の大正時代を舞台とするアイデアがもたらされたほか、金子自身もライドウの原型となるキャラクターを制作しており、だんだん本作の企画が固まっていった。大正時代を舞台にしたのは、開発当時の日本が不景気で将来への不安感などが漂う中、プレイヤーにエールを送りたいという意図に由来する。また、原案者の金子自身は、「大正はロマンチックなイメージがあった。調べてみると、西洋文化と日本の文化がミックスしているけれど、どこかアンバランスという雰囲気がまたよかった」と語り、キャラクターデザイン上も「着物にブーツ、といったミスマッチ感がいい。今回は落ち着いたモダニズムの中にキャラクタ性が出せればいいなと思った」との論であった。なお、戦闘システムの変更についても言及しており、「自分が悪魔をこうやって使ってるんだぜ、というのをビジュアルで見せたかった」という。
『デビルサマナー』シリーズの小規模な世界観を踏襲しつつも、町を守るヒロイックな探偵を主役にしようということで、十四代目葛葉ライドウが誕生した。また、山井自身、2021年のインタビューにて、作中における「トンデモ」展開について、「我々が荒俣宏先生の『帝都物語』が大好きだったからなんですよ。戦艦がロボットになっちゃうのなんて、“學天則”（東洋初のロボット）ですから（笑）。」とも明かす。
直近の作品である『デビルサマナー ソウルハッカーズ』（1997年発売）では、悪魔との会話や性格などをシステムに落とし込むことで、彼らを身近な存在として描いていた。本作においてはその方向性を発展させるため、バトルの方式をコマンド選択式からフィールド上でのアクションにしたり、悪魔とともに事件を捜査するといった、大胆な挑戦がなされた。土井は2025年のファミ通とのインタビューで、この当時は相当苦労したと述懐している。また技術上の制約もあり、たとえば悪魔は3Dモデルとして登場するため、『ソウルハッカーズ』よりも登場数が絞られた。このような心残りは、次回作『対アバドン王』にて改善を図った。
2005年9月、「東京ゲームショウ 2005」（千葉県 / 幕張メッセ）のアトラスブースでは、同社出品作の完全新作であった『スノボキッズ PARTY』（DS用、2005年）と共に本作品（仮題：デビルサマナー葛葉ライドウ）をメインとした出展が行われた。同年がデビルサマナーシリーズ10周年であることからも、バトル / ストーリーモードを選択可能な試遊台が8台とブース内最多数で臨まれ、同社の意欲作であったことが窺える。同年12月には、本作品の正式タイトル発表と同時に、アトラス運営の公式サイト「真・女神転生 ポータル」内へと特設サイトも開設された。
2006年3月の発売に際しては、東京都秋葉原のアミューズメントカフェにて、同年2月21日 - 3月12日の期間中に発売記念キャンペーンとして、試遊台の設置やイラストの展示が施策される。発売日には、同施策の一環に金子一馬・山井一千のトークショーも実施され、既存のシリーズ作品から本作品における大きな変更点となるバトルシステムや時代設定についての言及もあった。また、ゲームソフトの先着購入特典として、当時の「デビルサマナーシリーズ」全3作からアレンジ版楽曲を収録したCD『DEVIL SUMMONER SOUND COLLECTION 超力音源集』が同梱されての発売であった。特典CDのジャケットは、金子一馬の新規描き下ろしであり、「このイラストは今後、書籍や媒体などで使用されることのない貴重なものになる」ともされた。
『対アバドン王』発売後、この作品のシステムで『対 超力兵団』を遊びたいという声が多く寄せられたことから、2025年、HDリマスター版『RAIDOU Remastered: 超力兵団奇譚』の開発に繋がった。
システム面においては、単に『対 アバドン王』のシステムを流用するのではなく、様々な調整が施された。たとえば、『対 アバドン王』においては敵の“MAG”を奪うために弱点を突く必要があったが、若いスタッフから他の方法でも“MAG”を奪えるようにしたいという声が寄せられ、リマスター版では弱攻撃と強攻撃を使い分ける“MAGドレイン”システムが導入された。また、スタッフの中にはライドウが好きで入社した者もおり、キャラクターの3Dモデルをさらに原画の雰囲気に近づけたいといった提案も多数寄せられた。一方、アクションの苦手な者でも遊べるよう、目的地へすぐに移動できる「現場急行」や、自由な難易度設定も用意された。また、オリジナル版では現実世界の場面において小さな用事で出かけたら敵と鉢合わせる場面が頻発していたが、リマスター版ではそのようなことが起きないようにした。ダンジョンにおいても「悪魔たちがうろつく様子を見ていて楽しい」という意見が寄せられたため、ランダムエンカウントからシンボルエンカウントに変更された。
リマスター版を「RAIDOU Remastered: 超力兵団奇譚」という題名にした理由として、土井はSNSなどでのファン活動を通じて日本国内外でもライドウというキャラクターの名前で認知されていることを挙げている。もう一つの理由として、リマスターに際して前述の通り様々な変更がなされていることから、そのままの題名ではオリジナル版『対 超力兵団』の存在を上書きしてしまう恐れがあったと土井は説明している。
一方、物語やキャラクターは現代（2025年時点）にも通ずることからオリジナル版を尊重する方針が取られた。リマスター版ではキャラクターボイスが追加されており、キャスティングに際してはドラマCD版『対 アバドン王』を準拠としている。登場する悪魔の種類も増えており、『対 アバドン王』や近年の『真・女神転生』シリーズを初出とする悪魔も含まれている。

## システム
封魔術
戦闘で出会った敵悪魔は弱点を突いて動きを止めた後、「封魔術」によりライドウの持つ管に封印することで仲魔（仲間の悪魔）にすることができる。ただし、自分のレベルより高い悪魔、悪魔が凶暴化する満月時は封魔できない。また封魔に条件がある種族、屍鬼ゾンビー・ボス悪魔など封魔できない種族もいる。
仲魔
封魔した仲魔は戦闘時に召喚することで、一緒に戦うことができる。約80種類の仲魔はそれぞれに能力に違いがあり、管属別に分けられる。また、『真・女神転生III』同様、仲魔も戦闘で経験を積むことでレベルアップする。
管属
- 紅蓮属 - 火を司る悪魔の総称。
- 銀氷属 - 水や氷を司る悪魔の総称。
- 雷電属 - 雷を司る悪魔の総称。
- 疾風属 - 風を司る悪魔の総称。
- 蛮力属 - 力を司る悪魔の総称。
- 外法属 - 邪を司る悪魔の総称。
- 技芸属 - 芸を司る悪魔の総称。他の管属とは逆に満月時でないと封魔できない。

悪魔合体
本作の悪魔合体システムは「バイナリー」（サクリファイス」「シュミット」の三種に分類される。悪魔合体は業魔殿で行える。
バイナリー
二体の悪魔を合体させ一定の合体法則に基づいて新しい仲魔を作り出す。いわゆる二身合体。悪魔両者の忠誠度がMAXである必要がある。希に合体事故が発生し予期しない悪魔が生まれることもある。
サクリファイス
一方の悪魔に他方の悪魔を吸収させてステータスアップを行う。吸収する側の個体はそのままで、能力値のみが吸収される側の成長度合いによって上昇する。忠誠度MAXでなくても合体できる。
シュミット
ライドウの持つ刀（赤光葛葉）に悪魔を吸収させてパワーアップさせる。いわゆる剣合体。悪魔の忠誠度がMAXである必要がある。吸収した悪魔の種族とレベルによって性能、そして剣銘が変化する。

合体技
仲魔は戦闘中、敵の弱点を突いたり、敵の攻撃を無効化することで、テンションが上がっていく。そして、テンションが最大値に達すると、ライドウと仲魔が協力する専用技を繰り出すことができる。仲魔の魔力をライドウの刀や銃にこめて攻撃したり、特定の攻撃を防ぐバリアを張るなど、仲魔ごとに多彩な技を持っている。
仲魔の特殊能力
仲魔は様々な特殊能力（捜査スキル）を持っており、能力を活かした捜査を行うことができる。どんな仲魔も管属に依存する捜査スキルを必ず一つ所持しており、仲魔によってはもう一つ捜査スキルを持つ。捜査スキルの使用による消耗はない。
管属に依存する捜査スキルの例としては、紅蓮属の「発火」が挙げられ、こちらは捜査対象の心を燃え上がらせたり、物に火をつけるものである。管属に依存しないスキルの例としては「侵入」（狭い場所に入れる。主に体の小さな仲魔が所持する。）などが挙げられる。

単独捜査
操作キャラクターを仲魔に切り替えて、仲魔に捜査させることができる。ライドウでは進入できないような場所を捜査することができるが、単独捜査時に敵と遭遇した場合は仲魔のみで戦わないといけない。

## 舞台
本作の舞台は大正二十年の帝都・東京であり、現実と「異界」の狭間があいまいになり、悪魔によって様々な怪事件が起きているという設定である。悪魔は通常の人間には見ることや自分から触れることはできないが、霊感の高いデビルサマナーはそれら異形の存在を感じ、倒すこともできる。都民の足は主に電車で、帝都を縦横無尽に行き来している。
矢来区 筑土町（やらいく つくどちょう）
現在の新宿区神楽坂にあたる。東西は坂上と坂下、南北は神楽坂と軽子坂に挟まれた地域。富士子パーラー、老舗甘味屋「釘膳」、そば屋「伊坂屋」などの商店街、多聞天を奉った寺院などがある。
金王屋（こんのうや）
軽子川沿いにある古物商で、銃弾、傷薬、護符、酒など様々な道具を販売している。道具の下取りも行っており、特に古美術品は高額で買い取っている。『真・女神転生デビルサマナー』に子孫が登場している。
業魔殿（ごうまでん）
金王屋の地下にあるDr.ヴィクトルの研究所。悪魔の情報を分解・再構築する生命情報攪拌装置があり、悪魔合体を行ってくれる。また、怪我や状態異常の治療も行っており、死んだ仲魔すら生き返らせると言われている。デビルカルテにはデビルサマナーの仲魔の情報が記載されており、登録された悪魔はお金を払うことで召喚することができる。
鳴海探偵社（なるみたんていしゃ）
銀楼閣の三階にある鳴海の探偵社。最先端の設備が揃えられており、2号自動式卓上電話やタイプライター、蓄音機や雀卓まである。行動の記録や捜査記録の閲覧ができる。

中条区 銀座町（ちゅうじょうく ぎんざちょう）
帝都最大の繁華街で、この地域で怪人「赤マント」が出没すると世間を騒がせている。
ミルクホール新世界
召喚師たちがよく利用する喫茶店で、さまざまなデビルサマナーたちが集い情報交換をしている。また、店では召喚師の能力をしばらくの間上昇させる特製のソーダ水を出しているほか、仲魔をMAGと交換することもできる。

千寿区 深川町（せんじゅく ふかがわちょう）
江戸時代の佇まいを今なお残す下町。極道の関東羽黒組が幅を利かせている。
銭湯「大國湯」や見世物小屋、遊郭などがある。
港東区 晴海町（こうとうく はるみちょう）
海に面した景勝地で、赤レンガや石畳が目立つ異国情緒溢れるハイカラな港町。外国人住宅や帝国海軍の本拠海軍省があり、遠景には鉄塔のそびえる桜田山が見える。
志乃田（しのだ）
帝都の中心から遠く離れた地域。志乃田の山奥にひっそりと立っている名も無き神社があり、葛葉一族が利用している。デビルサマナーがある合図をすることでヤタガラスからの使者を呼び出すことができるという。

葛葉の里（くずのはのさと）
帝都より遠く離れた何処とも知れぬ場所にある葛葉一族の里。古より脈々と悪魔召喚の技を伝えてきた場所で、十四代目「葛葉 ライドウ」はここで厳しい修行を積み、誉ある「葛葉 ライドウ」を襲名した。

## 用語

### 超力戦艦
超力戦艦は「超力兵団計画」の集大成として建造された軍艦であり、悪魔や魔術、未来の科学技術の力を導入して完成された。このため、単なる艦艇としてだけでなく上陸部隊や人工衛星などが一体となった運用システムを取っていた。1番艦にオオマガツ、2番艦にヤソマガツと、日本神道の神の名前が付けられた。

### ヒルコ
ヒルコは作中に登場する悪魔の一種である。骨を持たない筋肉の塊のような悪魔で、空をゆっくりと浮遊する。非力なため、他の生物や物質に憑りついて働く性質を持つ。また人間が感じる脳内の不安物質を食らって成長するため人間に憑りつく。さらにある程度の成長段階を経て、宿主を包み込む「赤マント」と呼ばれる怪人の姿に変身し、憑依する宿主が不安に感じている元凶を攻撃したり、暴れだしたりする。最終的に宿主は、廃人になってしまいゾンビーになってしまう。
超力兵団計画におけるヒルコは、超力戦艦の筋肉の役割と超力超兵を作るために必要な悪魔であった。このために超力兵団事件が発生した。

### 超力超兵
正式名称は、「九一式不死身兵」である。帝都のあちこちで目撃され、赤い憲兵と呼ばれている。当初、宗像は「強固なプロテクターに守られた不死身のごとき兵」として考案した。しかしスクナヒコナによりヒルコ因子によって人間を「ヨミクグツ」としたものを使用する。装備は、小銃、携帯可能な小型機関銃、軍刀など。また四十代目ライドウにより、状況や装備に合わせてパーツを付け替えられるパルスシステムの概念が加えられた。これらは将来世界の装備運用体系が反映されている。さらに艦内で揚陸艦のように待機せずとも、悪魔召喚によって呼び出すことで超力戦艦と共に戦闘できるようにもなった。
ヒルコに憑依された人間は赤マントと呼ばれる怪人になってしまうため、ヨミクグツは頭に信号を送る特殊プラグを打ち込んで特殊電波で操作する。またこのプラグによって怪人の状態を維持させることができる。
なお、ヨミクグツは続編の『対アバドン王』にも登場した。

### 和電イ号基
帝都桜田山（モデルは愛宕山）にある、かつて海軍無線電信網調査委員会が視察した明治三十四年、米國紐育郊外のワーデンクリフに建てられた大無線伝送鉄塔ビヒモスタワーによく似た形の鉄塔である。
陸軍によって建造され、他にロ号基・ハ号基・ニ号基・ホ号基の計5基が帝都の各地に建っている。超力兵団計画により、5基の鉄塔からは特殊電波が送信されている。これは帝都中のヒルコ因子を活性化させ、ヒルコを通常の状況よりも大量に発生させ、かつ成長を促進させる目的がある。2つ目の役割は、ヨミクグツへの信号である。そして3つ目が衛星タイイツからエネルギーを受けて電線を用いず無線で電力を供給することである。
なおこれは将来技術ではなく、現実の当時の時代に米國のあるニコラ・テスラにより実現されていた技術である。
こちらも続編の『対アバドン王』にも登場した。

### 衛星タイイツ
超力戦艦の動力部となる衛星。地球が自転するエネルギーを「EL200（200番目の元素）」という物質によって回収し、タイイツプラグによって電気に変換して地上に送電する仕組みである。これにより、地球が止まらない限りエネルギーを回収し続けることができた。また、和電イ号基などの地上施設が破壊されても直接超力戦艦に電力を送り続けることができる。
この時代において宇宙に進出できる勢力が他にいないという考えから、衛星外部には武装がなされていないものの、内部には侵入者撃退用の悪魔召喚プログラムが組まれている。また侵入者を感知すると余剰エネルギーを使用した3基のガードシステムが作動、タイイツプラグの周囲を防御結界で保護する。

## スタッフ

### 『対 超力兵団』スタッフ
- エグゼクティブプロデューサー - 猪狩茂
- プロデューサー - 板垣耕三
- 原案・アートディレクター - 金子一馬
- ディレクター - 山井一千
- 脚本 - 小森成雄
- 脚本監修 - 礒貝正吾
- 音楽 - 目黒将司
- メインプログラマー - 大山智
- チーフデザイナー - 石田栄司
- 企画・構成
  - 戦闘システム - 平田弥、渡邊勝、北山杉太郎、八木健夫
  - 悪魔合体・サブシステム - 後藤健一、礒貝正吾
  - イベント - 小森成雄、山本眞司、大場亜希
  - システム監修 - 北野誠、新納一哉
  - 背景 - 渡邊龍也、高屋王子、渡邊勝、平野聖二、富井雅志、坂本祐樹
- プログラム
  - 戦闘プログラム - 肥後聖亨
  - 戦闘エフェクト・演出・敵思考 - 小森祥弘
  - 戦闘エフェクト補助 - 佐々木雅和
  - イベント・悪魔合体・サブシステム - 池田高明
  - 背景 - 大山智
  - 背景補助・サブシステム - 宮下幸伸
- デザイン
  - エフェクト - 古東晃子、立谷和輝
  - インターフェイス - 松本芽里
  - キャラクターモデリング・モーション - 木村史博、園山亜紀、本田亨、小川かおり、長島雄一、遠藤麻衣、田中聖子
  - 監修 - 白石恵
  - イベント演出 - 前田直哉、中島幸史、増田俊浩、中島大、市川健太
  - 背景 - 土居政之、吉田洋一、稲垣幸、足立敦、近藤亮一
  - イベント演出・背景・キャラクターモーション・エフェクト - イメージエポック
  - キャラクターモデリング - 白組、スタジオ嘉禄
  - 背景イメージ - 草薙
- サウンド
  - 音響 - 吉川健一、國島憲一、島田有子（トランザート）、土屋憲一
  - 音響協力 - S-FORCE

### 『超力兵団奇譚』スタッフ
- 開発 - アトラス第一プロダクション
- プロデューサー - 山井一千[16]
- ディレクター - 山井一千[17]
- アシスタントディレクター - 杉崎博紀[16]
- システムプランナー - 杉崎博紀[16]

## 移植
前述「#概要」の通り、リマスター版として改題された『RAIDOU Remastered: 超力兵団奇譚』が2025年に発売。
2025年3月27日、ニンテンドーダイレクトにて、本作品（以下、『超力兵団奇譚』）の発売決定が発表された。メインストーリーの粗筋はそのままに、グラフィックや戦闘システムなどの向上が謳われている（2025年6月現在）。『対 超力兵団』から追加される仲魔のほか、フィン・マックール（紅蓮属）、アルテミス（銀氷属）、ゼウス（雷電属）、コウリュウ（疾風属）、ゴズキ（蛮力属）、メズキ（蛮力属）がDLC販売の予定であり、DLCには、復活アイテムなどの追加コンテンツが発表されている。
同リマスター化に関しては、2024年9月10日、Steam版『真・女神転生III NOCTURNE HD REMASTER』の実績情報で誤った更新があり、このログには、「ライホー」の加入実績や「サマナーランク」・「金王屋」といった、「ライドウシリーズ」独自の語が散見されていた。
| No. | タイトル                        | 発売日        | 対応機種                      | 開発元   | 発売元   | メディア | 型式 | 備考                       |
| --- | ------------------------------- | ------------- | ----------------------------- | -------- | -------- | -------- | ---- | -------------------------- |
| 1   | RAIDOU Remastered: 超力兵団奇譚 | 2025年6月19日 | NS NS2 PS5 PS4 Xbox X/S Steam | アトラス | アトラス |          |      | HDリマスター版として発売。 |

## 評価
山井が2025年のファミ通とのインタビューで語ったところによると、本作は賛否両論だったといい、ライドウの主人公像や舞台設定、および悪魔と行動を共にできるシステムを気に入ったファンが多かった一方、従来のコマンド式が良かったという声もあった。また、インタビューアーの川島KGは本作のダウンロード販売がなかったため、キャラクターを知っていても遊べない人が多かっただろうと述べ、山井も若い人にとってはある意味伝説のゲームになっていたかもしれないと答えている。
海外ゲームサイト「GameSpot」の2006年度「Game Of The Year」において、「Most Long-Winded Game Title（もっとも長ったらしいタイトルで賞）」を受賞している。
2025年、HDリマスター版『RAIDOU Remastered: 超力兵団奇譚』について、「ファミ通.com」のギャルソン屋城は、ライドウと個性的な協力者たちのやり取りが楽しいと述べ、事件の構造はわかりやすいものが多いものの、単なる勧善懲悪に終わっていないところを魅力として挙げており、キャラクターボイスによる演出も評価している。屋城はバトルシステムについて、オリジナル版よりも遊びやすく奥深いと評しており、アトラスらしい骨太のゲームバランスだとしつつも、初心者やアクションが苦手なプレイヤー向けの配慮も評価している。グラフィックについて、屋城はオリジナル版がSD画質のPlayStation 2向けだけあって、ものすごく美麗というわけではないが、架空の大正時代という世界観や、悪魔と人間が関わる不気味な雰囲気も相まって、画質の粗さがむしろ「味」になっていると評価している。

## 小説
『デビルサマナー 葛葉ライドウ 対 死人驛使』（デビルサマナー くずのはライドウ たい しびとえきし）は、2006年10月30日に発売された小説。ISBN 4-7577-2914-6。PS2用RPG『デビルサマナー 葛葉ライドウ』のノベライズで、『超力兵団』の前日譚にあたる。著者は蕪木統文、キャラクターデザインおよびイラストは金子一馬が担当。

### ストーリー（小説）
大正二十年の帝都でささやかれる「東京驛で死人が歩く」という噂の謎を追う十四代目「葛葉ライドウ」の目の前に立ちはだかる不死の強敵。そして、謎のデビルサマナー「葛葉キョウジ」とは…。

### 登場人物（小説）
十三代目・葛葉 ライドウ
先代のライドウで、「孤陋の妖闘人（ころうのようとうにん）」と呼ばれ、一人で数多くの悪魔を屠ったとされる。ゴウトやヤタガラスの使者ともほとんど接触することはなかった。
初代・葛葉 キョウジ
ライドウとは別の家系のデビルサマナーで、『真・女神転生デビルサマナー』に登場する同名人物の先祖でもある。白い着流しに雪駄を履き、七星剣を持ちヤクザのような風貌をしている。「だしゃ」が口癖。陰陽系の術が得意だが、任務達成のためならば犠牲者をいくら出すことも厭わないため、他のサマナーからは疎んじられ「狂死（キョウジ）」と呼ばれる。
『アバドン王』では別件依頼（いわゆるサブクエスト）の依頼人の一人として「葛葉狂死」名義で文章のみの登場。漫画『コドクノマレビト』6巻の描き下ろしエピソードや巻末のラフイラストにも登場。
ヨシオ、音江（ネエ）
淀橋本願寺に住まう十代はじめの兄妹。東京驛で見掛けたという生き別れた母親の捜索をライドウに依頼する。
ドアマース
ケルト神話の冥界の入口に立つとされる番犬。ライドウの仲魔で反抗的に振舞うが、その好意を隠しきれていない。身体能力に優れ白兵戦や、相手の魔法詠唱を無効化する「スタンハウリング」を駆使し活躍する。
サイガ
顎鬚を生やした壮年の華族男性で、鈴木孫一の末裔でもある。物語においては白のタキシードを着込み、ある意図の下に東京驛にてパアティを開催する。
アルカード
人間の生き血をすする青鈍色の翼の蝙蝠悪魔で、現在はサイガに使役されている。十三代目ライドウでさえ斃しきれなかった驚異的な再生力の持ち主。